# Rudolf Klußmann
Rudolf Klußmann (* 19. Juni 1937 in Osnabrück; † 3. April 2022 in München) war ein deutscher Internist, Facharzt für Psychosomatik und Psychotherapie, Psychoanalytiker, Lehr- und Kontrollanalytiker.

## Leben und Wirken
Klußmann studierte Medizin mit Promotionsarbeit zum Hartnup-Syndrom, danach Ausbildung zum Facharzt für Innere Medizin und psychoanalytische Weiterbildung. Seine Habilitation war 1983. Danach wurde er Professor für Innere Medizin an der Ludwig-Maximilians-Universität in München. Bis zu seiner Emeritierung war er Leiter der Psychosomatischen Beratungsstelle der Universitäts-Poliklinik der LMU in München. Klußmann war Verfasser von Lehrbüchern zur Psychotherapie und zur Psychosomatischen Medizin.
Rudolf Klußmann wirkte als Hochschullehrer für Psychosomatik und Psychotherapie und stand in der Tradition von Johannes Cremerius der institutionalisierten Psychoanalyse durchaus kritisch gegenüber. Klußmann befasste sich eingehend mit der Psychosomatik der Gicht, wie auch mit Studien zur Psychosomatik historischer Persönlichkeiten, u. a. zu Bismarck und den Hohenzollern.

## Schriften
Klußmann hat zahlreiche Aufsätze in Fachzeitschriften veröffentlicht, u. a. in Praxis der Psychotherapie und Psychosomatik, Materialien zur Psychoanalyse und analytisch orientierten Psychotherapie, Zeitschrift für Klinische Psychologie und Psychotherapie, Zeitschrift für psychosomatische Medizin und Psychoanalyse.
- R. Klußmann: Psychosomatische Aspekte der Gicht. Göttingen: Vandenhoeck und Ruprecht. 1983. ISBN 978-3-525-45265-3.
- R. Klußmann: Psychotherapie – Psychoanalytische Entwicklungspsychologie, Neurosenlehre, Behandlungsverfahren, Weiterbildung. Berlin: Springer 1993. ISBN 978-3-540-56181-1.
- R. Klußmann: Gicht – Gier – Größe – Macht: Herrscher im Spannungsfeld von Lust und Leid. Gießen: Psychosozial-Verlag 1998. ISBN 978-3-932133-32-9.
- R. Klußmann (2003): VäterSöhne: Charaktere und Konflikte; eine psychohistorische Studie; [die Hohenzollern: der große Kurfürst, Friedrich Wilhelm I., Friedrich II.; die englischen Tudors: Heinrich VII., Heinrich VIII.; die spanischen Habsburger: Karl V., Philipp II.] Lengerich: Pabst Science. ISBN 978-3-89967-085-1.
- R. Klußmann (2004): Bismarck im Licht der Psychosomatik: Macht und Ohnmacht des „Eisernen Kanzlers“. Lengerich: Pabst Science. ISBN 978-3-89967-138-4.
- R. Klußmann, M. Nickel: Psychosomatische Medizin und Psychotherapie. 6., erweiterte und korrigierte Auflage. Berlin: Springer 2009. ISBN 978-3-211-78388-7.
- R. Klußmann (2013): Psychoanalytische Entwicklungspsychologie, Neurosenlehre, Psychotherapie. Berlin: Springer.
- R. Klußmann; B. Klußmann (2015): Konflikt – Krise – Krankheit: psychosomatische Leiden historischer Persönlichkeiten. Lengerich: Pabst Science. ISBN 978-3-95853-025-6.
- R. Klußmann; B. Klußmann. (2016): Kafka im Licht der Psychosomatik. In: Susanne Walz-Pawlita; Beate Unruh; Bernhard Janta (Hrsg.): Körper-Sprachen. Eine Publikation der DGPT. Gießen: Psychosozial-Verlag: S. 50–69. ISBN 978-3-8379-2589-0.